# Dépôt d'Hangonsaari
Le Dépôt d'Hangonsaari (en finnois : Hangonsaaren ratapiha  est un dépôt de locomotives du réseau ferroviaire de Finlande situé à Uusikaupunki en Finlande.